# 通訊員棋
通訊員棋，是蘇聯時期出現的兩人棋類。

## 棋具

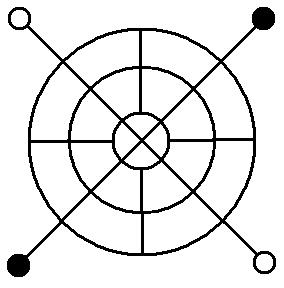
通訊員棋棋盤

- 棋盤為三同心圓，貫一交叉線，中圓、外圓之間的四正方向，畫有直線相連。共二十九個棋點。

- 各以兩色棋子區分敵我，各方有兩枚。

## 規則
- 初始佈置，一方將棋子擺於交叉線的東北斜向的兩端點；另一方放於西北斜向的兩端點。

- 每方輪流動一己子沿線一格至空位，但不能至與敵方有線相連的鄰點。
- 將己棋掉換初始位置獲勝。[1]